# Friedrich-Wilhelm Marquardt
Friedrich-Wilhelm Marquardt (* 2. Dezember 1928 in Eberswalde; † 25. Mai 2002 in Berlin) war ein evangelischer Pfarrer, Studentenpfarrer und Professor für systematische Theologie an der Freien Universität Berlin. 

## Leben

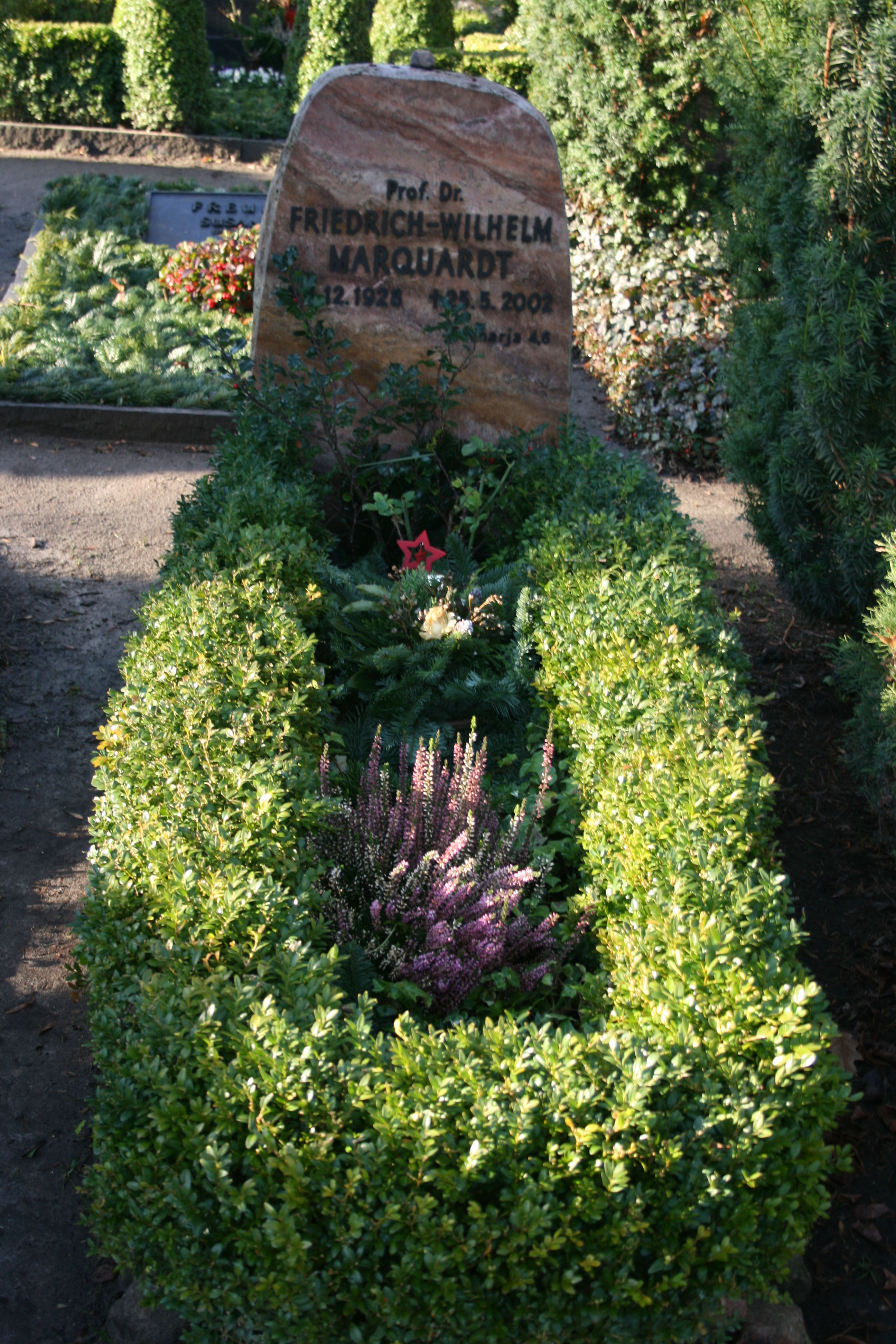
Marquardts Grab auf dem St. Annen-Kirchhof in Berlin-Dahlem

Nach seinem Kriegsdienst in Polen und Norddeutschland begann Marquardt ein Studium der Evangelischen Theologie zuerst in Marburg, dann in Berlin (1947–1951). Nach dem ersten theologischen Examen erfolgten weitere Studien bei Karl Barth in Basel; dann ein Vikariat in Lindau am Bodensee. Ein Promotionsstudium bei Helmut Gollwitzer in Bonn schloss er nicht ab, stattdessen übernahm er Pfarrerstellen in Euskirchen und Langenfeld-Immigrath und war dann ab Mai 1957 Studentenpfarrer in Berlin. Seit 1961 arbeitete er in der Christlichen Friedenskonferenz (CFK) mit. 1963 wurde er Assistent bei Gollwitzer in Berlin. Zu dieser Zeit nahm er ein erneutes Promotionsstudium auf, jetzt mit dem Thema: Israel bei Karl Barth. Seine Promotion erfolgte 1967 mit der Dissertation Die Entdeckung des Judentums für die christliche Theologie: Israel im Denken Karl Barths, für die er 1968 die Buber-Rosenzweig-Medaille der Gesellschaften für christlich-jüdische Zusammenarbeit erhielt.
Marquardts Habilitation, ursprünglich an der Kirchlichen Hochschule Berlin, wurde zu einem politischen und wissenschaftlichen Skandal: seine Habilitationsschrift über Karl Barth als Sozialist wurde dort mit knapper Mehrheit abgelehnt, woraufhin Gollwitzer seinen Lehrauftrag an der Kirchlichen Hochschule aus Protest niederlegte. Marquardt habilitierte sich dann an der Freien Universität Berlin und wurde dort Professor für Systematische Theologie am Institut für Evangelische Theologie, wobei er Nachfolger von Gollwitzer war. Seine Habilitationsschrift erschien 1972 unter dem Titel Theologie und Sozialismus: Das Beispiel Karl Barth.
1959 unternahm Marquardt mit Studenten eine erste Reise nach Israel. Seit den 1970er Jahren wurde Marquardt zunehmend als pointierte Stimme im jüdisch-christlichen Dialog bekannt. Seine 1974 erschienene kurze und provokante Studie Die Juden im Römerbrief wurde ein Meilenstein der Diskussion. 1990 wies er in einem Vortrag an der katholischen Paulusakademie in Zürich nach, dass das Johannesevangelium hebräisch gedacht war, was theologische und kirchenpolitische Konsequenzen haben muss.
Marquardt war ein Pionier im jüdisch-christlichen Dialog und zeigte das hebräische Denken im Neuen Testament auf.

## Publikationen
- Ninive ist überall. Das Buch Jona in Predigten ausgelegt von Helmut Gollwitzer, Theodor Jänicke, Friedrich Wilhelm Marquardt. Burckhardthaus, Gelnhausen/Berlin-Dahlem, 1962.
- Die Bedeutung der biblischen Landverheißungen für die Christen (= Theologische Existenz heute. Neue Folge, Nr. 116). Kaiser, München 1964.
- Die Entdeckung des Judentums für die christliche Theologie. Israel im Denken Karl Barths. Kaiser, München 1967, 369 S. (Dissertation Kirchliche Hochschule Berlin 1966).
- Die Juden im Römerbrief. Theologischer Verlag, Zürich 1971, 68 S., ISBN 3-290-17107-8.
- Theologie und Sozialismus. Das Beispiel Karl Barths. Kaiser, München 1972; 3., um ein Nachwort erweiterte Auflage 1985, 422 S., ISBN 3-459-01626-4.
- Die Juden und ihr Land. Siebenstern, Hamburg 1975; 3. Auflage: Gütersloher Verlagshaus Mohn, Gütersloh 1986, 159 S., ISBN 3-579-05189-X.
- Verwegenheiten: Theologische Stücke aus Berlin. Kaiser, München 1981, 523 S., ISBN 3-459-01339-7.
- Die Gegenwart des Auferstandenen bei seinem Volk Israel. Ein dogmatisches Experiment. Kaiser, München 1983, 224 S., ISBN 3-459-01484-9.
- Rudi Dutschke als Christ. TVT-Medienverlag, Tübingen 1998, 49 S., ISBN 3-929128-17-9.
- Auf einem Schul-Weg. Kleinere christlich-jüdische Lerneinheiten. Orient & Okzident, Berlin 1999; 2. Auflage: Orient & Okzident, Aachen 2005, 310 S., ISBN 978-3-9806216-1-8.
- Gott, Jesus, Geist & Leben. Friedrich-Wilhelm Marquardt erläutert und entfaltet das Glaubensbekenntnis. TVT-Medienverlag, Tübingen 2004, 88 S., ISBN 3-929128-38-1.
- Friedrich Daniel Ernst Schleiermacher (Theologie in der bürgerlichen Gesellschaft I). Orient & Okzident, Bonn 2012, 235 S., ISBN 978-3-9806216-5-6.
- Mit Chana Safrai: Talmud lernen. Vorträge an der Evangelischen Akademie zu Berlin 1992-2001. Orient & Okzident, Bonn 2014, 371 S., ISBN 978-3-9806216-6-3.

Dogmatik:
- Von Elend und Heimsuchung der Theologie. Prolegomena zur Dogmatik. Kaiser, München 1988; 2. Auflage 1992, 477 S., ISBN 3-459-01740-6.
- Das christliche Bekenntnis zu Jesus, dem Juden. Eine Christologie. Kaiser, Gütersloher Verlagshaus Mohn, Gütersloh.
  - Band 1 (1990), 2. Auflage 1993, 308 S., ISBN 3-579-01922-8.
  - Band 2 (1991), 2., durchges. Auflage 1998, 460 S., ISBN 3-579-01923-6.
- Was dürfen wir hoffen, wenn wir hoffen dürften? Eine Eschatologie.Kaiser, Gütersloher Verlagshaus Mohn, Gütersloh.
  - Band 1 (1993), 482 S., ISBN 3-579-01925-2.
  - Band 2 (1994), 415 S., ISBN 3-579-01945-7.
  - Band 3 (1996), 564 S., ISBN 3-579-01946-5.
- Eia, wärn wir da – eine theologische Utopie. Kaiser, Gütersloher Verlagshaus, Gütersloh 1997, 605 S., ISBN 3-579-01947-3.